# ヨーレ (小惑星)
ヨーレ (836 Jole) は小惑星帯に位置する小惑星である。ハイデルベルクのケーニッヒシュトゥール天文台でマックス・ヴォルフによって発見された。
ギリシア神話のオイカリアの王エウリュトスの娘で、ヘーラクレースが妻に迎えようとしたイオレーのドイツ語表記から命名された。